# 高知東部自動車道
高知東部自動車道（こうちとうぶじどうしゃどう、英語: KOCHI-TOBU EXPWY）は、高知県高知市を起点とし、高知県東部の太平洋側に沿って高知県安芸市に至る総延長 約36キロメートル (km) の高規格幹線道路（国土交通大臣指定に基づく高規格幹線道路（一般国道の自動車専用道路）（B路線））である。国道55号に指定されている。略称は高知東部道（こうちとうぶどう）。
高速道路ナンバリングによる路線番号は、阿南安芸自動車道・徳島南部自動車道とともに「E55」が割り振られている。
安芸西ICからは地域高規格道路 阿南安芸自動車道を介して徳島県阿南市で徳島南部自動車道と連結することによって、四国を一周する自動車専用道路網を形成する計画である。また、高知新港、高知空港など交通結節点を相互に連結し、瀬戸内地方、本州地方を含む高速交通ネットワークを形成する。

## 事業区間ごとの概要

### 高知南国道路
- 起点：高知県高知市一宮（高知IC）
- 終点：高知県南国市物部（高知龍馬空港IC）
- 全長：15.0 km
- 規格：第1種第3級
- 道路幅員：22 m
- 車線数：4車線（暫定2車線）
- 車線幅員：3.5 m
- 設計速度：80 km/h

### 南国安芸道路
- 起点：高知県南国市物部（高知龍馬空港IC）
- 終点：高知県安芸市馬ノ丁（安芸西IC（仮称））
- 全長：21.0 km
- 規格：第1種第3級
- 道路幅員：20.5 m
- 車線数：4車線（暫定2車線）
- 車線幅員：3.5 m
- 設計速度：80 km/h

## インターチェンジなど
- 全区間高知県内に所在。
- IC番号欄の背景色が■である部分については道路が供用済みの区間を示している。また、施設名欄の背景色が■である部分は施設が供用されていない、または完成していないことを示す。芸西東IC・安芸西ICの名称は仮称。
- バスストップ (BS)のうち、○は運用中、◆は休止中の施設。無印はBSなし。

高知中央ICはインターチェンジ施設外に設置されているため△としている。
- （数字）は、他路線の番号。<数字>は、予定番号。
- 英略字は以下の項目を示す。
IC : インターチェンジ、JCT : ジャンクション

| IC 番号                                    | 施設名         | 接続路線名                              | 起点から の距離 (km) | 終点から の距離 (km) | BS | 備考                      | 所在地        | 所在地 |
| ------------------------------------------ | -------------- | --------------------------------------- | -------------------- | -------------------- | -- | ------------------------- | ------------- | ------ |
| 11                                         | 高知IC/JCT     | E32/E56 高知自動車道                    | 0.0                  | 36.0                 |    | ICは高知道方面出入口      | 高知市        |        |
| 1                                          | 高知中央IC     | 県道374号高知南国線（大津バイパス）     | 2.8                  | 33.2                 | △  |                           | 高知市        |        |
| 2                                          | 高知南IC       | 県道376号高知南インター線（五台山道路） | 6.2                  | 29.8                 |    |                           | 高知市        |        |
| 3                                          | なんこく南IC   | 県道375号なんこく南インター線           | 10.9                 | 25.1                 |    |                           | 南国市        |        |
| 4                                          | 高知龍馬空港IC | 県道13号高知空港線                      | 15.0                 | 21.0                 |    |                           | 南国市        |        |
| 5                                          | 香南のいちIC   | 国道55号（現道）                        | 18.5                 | 17.5                 |    |                           | 香南市        |        |
| 6                                          | 香南かがみIC   | 県道227号山北岸本停車場線               | 20.7                 | 15.3                 |    |                           | 香南市        |        |
| 7                                          | 香南やすIC     | 県道51号夜須物部線                      | 23.6                 | 12.4                 |    |                           | 香南市        |        |
| 8                                          | 芸西西IC       | 国道55号（現道）                        | 27.5                 | 8.5                  |    | 高知方面出入口のみ        | 安芸郡 芸西村 |        |
| -                                          | 芸西東IC       | 国道55号（現道）                        | 30.5                 | 5.5                  |    | 安芸方面出入口のみ 事業中 | 安芸郡 芸西村 |        |
| -                                          | 安芸西IC       | 国道55号（現道）                        | 36.0                 | 0.0                  |    | 事業中                    | 安芸市        |        |
| E55 阿南安芸自動車道（安芸道路）に接続予定 |                |                                         |                      |                      |    |                           |               |        |

## 歴史
- 2011年（平成23年）3月26日：南国安芸道路 香南やすIC - 芸西西IC間 開通[4]。
- 2013年（平成25年）2月17日：南国安芸道路 香南かがみIC - 香南やすIC間 開通[5]。
- 2014年（平成26年）3月9日：南国安芸道路 香南のいちIC - 香南かがみIC間 開通[6]。
- 2015年（平成27年）3月22日：高知南国道路 高知南IC - なんこく南IC間 開通[7]。
- 2016年（平成28年）4月23日：高知南国道路 なんこく南IC - 高知龍馬空港IC間 開通[8]。
- 2021年（令和3年）2月27日：高知南国道路 高知IC/JCT - 高知南IC間 開通[9]。高知道と接続。
- 2025年（令和7年）3月15日：南国安芸道路 高知龍馬空港IC - 香南のいちIC間 開通[10]。

### 開通予定年度
- 未定：南国安芸道路 芸西西IC - 安芸西IC

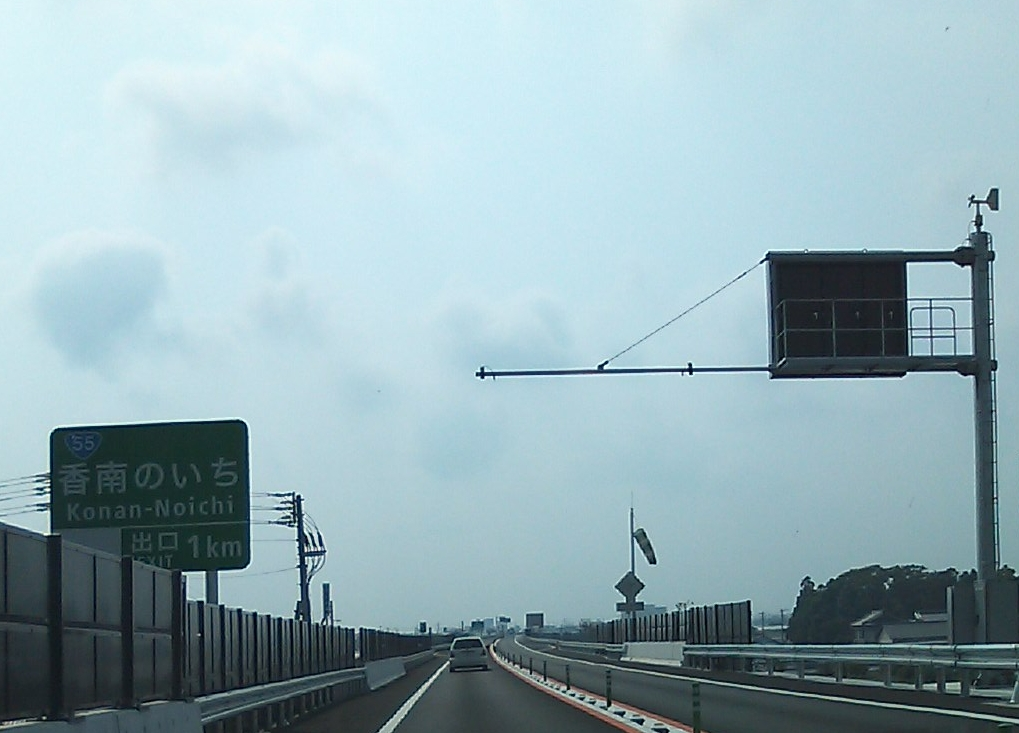
香南のいちIC付近

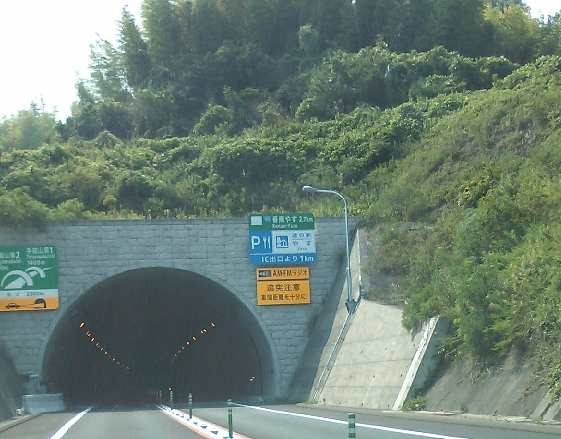
手結山トンネル付近

## 路線状況

### 車線・最高速度・料金
暫定2車線となっている。
| 区間                  | 車線 上下線=上り線+下り線 | 最高速度 | 料金 | 備考   |
| --------------------- | ------------------------- | -------- | ---- | ------ |
| 高知IC/JCT - 芸西西IC | 2=1+1 （暫定2車線）       | 70 km/h  | 無料 |        |
| 芸西西IC - 安芸西IC   | 2=1+1 （暫定2車線）       | 70 km/h  | 無料 | 未開通 |

### サービスエリア・パーキングエリア
- 当路線にはサービスエリア (SA) とパーキングエリア (PA)の休憩施設が存在しない。

### 主なトンネルと橋
| 区間                          | 構造物名           | 長さ    | 長さ   |
| 区間                          | 構造物名           | 上り線  | 下り線 |
| ----------------------------- | ------------------ | ------- | ------ |
| 高知IC/JCT - 高知中央IC       | 連続高架橋         | 2,077 m |        |
| 高知中央IC - 高知南IC         | 連続高架橋         | 1,878 m |        |
| 高知中央IC - 高知南IC         | 新五台山トンネル   | 700 m   |        |
| 高知中央IC - 高知南IC         | 連続高架橋         | 742 m   |        |
| 高知南IC - なんこく南IC       | 吹井高架橋         | 267 m   |        |
| 高知南IC - なんこく南IC       | 稲生高架橋         | 723 m   |        |
| 高知南IC - なんこく南IC       | 稲生トンネル       | 99 m    |        |
| 高知南IC - なんこく南IC       | 衣笠高架橋         | 516 m   |        |
| なんこく南IC - 高知龍馬空港IC | 伊達野高架橋       | 293 m   |        |
| なんこく南IC - 高知龍馬空港IC | 関高架橋           | 541 m   |        |
| なんこく南IC - 高知龍馬空港IC | 田村高架橋         | 484 m   |        |
| なんこく南IC - 高知龍馬空港IC | 王子川橋           | 55 m    |        |
| なんこく南IC - 高知龍馬空港IC | 高知龍馬空港IC橋   | 316 m   |        |
| 高知龍馬空港IC - 香南のいちIC | 茨西高架橋         | 111 m   |        |
| 高知龍馬空港IC - 香南のいちIC | 新物部川大橋       | 243 m   |        |
| 香南のいちIC - 香南かがみIC   | 野市国道橋         | 55 m    |        |
| 香南のいちIC - 香南かがみIC   | 土居高架橋         | 292 m   |        |
| 香南のいちIC - 香南かがみIC   | 香宗川橋           | 137 m   |        |
| 香南かがみIC - 香南やすIC     | 月見山トンネル     | 420 m   |        |
| 香南かがみIC - 香南やすIC     | 夜須高架橋         | 636 m   |        |
| 香南やすIC - 芸西西IC         | 手結山第一トンネル | 1,359 m |        |
| 香南やすIC - 芸西西IC         | 手結山第二トンネル | 925 m   |        |
| 香南やすIC - 芸西西IC         | アゾウ谷橋         | 60 m    |        |
| 香南やすIC - 芸西西IC         | 須川谷橋           | 63 m    |        |
| 香南やすIC - 芸西西IC         | 西分高架橋         | 270 m   |        |
| 芸西西IC - 芸西東IC           | 和食川橋           | 338 m   |        |
| 芸西西IC - 芸西東IC           | 芸西高架橋         | 388 m   |        |
| 芸西東IC - 安芸西IC           | 赤野橋             | 50 m    |        |
| 芸西東IC - 安芸西IC           | 赤野高架橋         | 959 m   |        |
| 芸西東IC - 安芸西IC           | 赤野トンネル       | 462 m   |        |
| 芸西東IC - 安芸西IC           | 八流橋             | 112 m   |        |
| 芸西東IC - 安芸西IC           | 穴内第一橋         | 66 m    |        |
| 芸西東IC - 安芸西IC           | 穴内第二橋         | 151 m   |        |

#### トンネルと橋の数
| 区間                          | トンネル | トンネル | 橋     | 橋     |
| 区間                          | 上り線   | 下り線   | 上り線 | 下り線 |
| ----------------------------- | -------- | -------- | ------ | ------ |
| 高知IC/JCT - 高知中央IC       | 0        |          | 1      |        |
| 高知中央IC - 高知南IC         | 1        |          | 2      |        |
| 高知南IC - なんこく南IC       | 1        |          | 3      |        |
| なんこく南IC - 高知龍馬空港IC | 0        |          | 4      |        |
| 高知龍馬空港IC - 香南のいちIC | 0        |          | 2      |        |
| 香南のいちIC - 香南かがみIC   | 0        |          | 3      |        |
| 香南かがみIC - 香南やすIC     | 1        |          | 1      |        |
| 香南やすIC - 芸西西IC         | 2        |          | 3      |        |
| 芸西西IC - 芸西東IC           | 0        |          | 2      |        |
| 芸西東IC - 安芸西IC           | 1        |          | 5      |        |
| 合計                          | 6        |          | 26     |        |

- 高知IC/JCT - 安芸西IC間は暫定2車線の対面通行であるため、上下線で1本のトンネル、上下線で1本の橋となっている。

### 道路管理者
- 国土交通省 四国地方整備局
  - 土佐国道事務所 : 高知IC/高知JCT - 安芸西IC

### 警察
高知県警察高速道路交通警察隊は高知自動車道とつながっていない区間については管轄せず、路線が属する市町村を管轄する警察署の管内となっている。2021年まで高知道とつながっていなかった本路線は、同年開通区間の高知南IC以西のみ高速隊が管轄し、同IC以東は従来通り所轄署の管内となっている。
- 高知県警察
  - 高速道路交通警察隊本隊：高知IC - 高知南IC
  - 高知東警察署：高知南IC - なんこく南IC
  - 南国警察署：高知南IC - 芸西西IC
  - 安芸警察署：香南やすIC - 安芸西IC

### 交通量
24時間交通量（台） 道路交通センサス
| 区間                          | 平成27（2015）年度 |
| ----------------------------- | ------------------ |
| 高知IC/JCT - 高知中央IC       | 調査当時未開通     |
| 高知中央IC - 高知南IC         | 調査当時未開通     |
| 高知南IC - なんこく南IC       | 05,573             |
| なんこく南IC - 高知龍馬空港IC | 調査当時未開通     |
| 高知龍馬空港IC - 香南のいちIC | 調査当時未開通     |
| 香南のいちIC - 香南かがみIC   | 14,251             |
| 香南かがみIC - 香南やすIC     | 14,981             |
| 香南やすIC - 芸西西IC         | 12,551             |
| 芸西西IC - 安芸西IC間         | 未開通             |

（出典：「平成27年度全国道路・街路交通情勢調査」（国土交通省ホームページ）より一部データを抜粋して作成）
- 令和2年度に実施予定だった交通量調査は、新型コロナウイルスの影響で延期された[16]。

## 位置関係
- 高知自動車道 - 高知東部自動車道 - 阿南安芸自動車道 - 徳島南部自動車道

## 高知南国道路の建設凍結
- 2009年3月31日、国土交通省により建設を凍結する国道18路線中の一つとして発表された。総事業費は1300億円と見込まれていた[17]。その後、当時高知県知事であった尾﨑正直や市民団体などの必死の活動もあり、同省による事業の再評価の結果、2009年6月に凍結解除されることになった。尾﨑らはこれらの道路は救急に不可欠な「命の道」であるとして事業再開を要望した[18]（沿線には地域中核病院である高知高須病院、高知医療センター、JA高知病院がある）。また、土佐電鉄バスの竹林寺線が廃止され、高知県立牧野植物園や、四国霊場第三十一番札所 竹林寺へのアクセスが悪くなっていたことや、高知龍馬空港へのアクセス改善が期待されていたことも影響したと言われている。